# William Woodburn
William Woodburn, detto Willie (Edimburgo, 6 agosto 1919 – Edimburgo, 2 dicembre 2001), è stato un calciatore scozzese, di ruolo difensore.

## Carriera

### Club
Tra il 1938 al 1955 gioca solo con la maglia dei Rangers, con i quali ottiene 216 presenze e segna 2 gol.

### Nazionale
Rappresenta la nazionale scozzese 24 volte tra il 1947 ed il 1952.